# Gare de La Crau
Gare de La Crau – stacja kolejowa w La Crau, w departamencie Var, w regionie Prowansja-Alpy-Lazurowe Wybrzeże, we Francja.
Jest stacją Société nationale des chemins de fer français (SNCF), obsługiwanym przez pociągi TER Provence-Alpes-Côte d’Azur.

## Położenie
Znajduje się na wysokości 42 m n.p.m., w km 3,150 linii La Pauline – Hyères, pomiędzy stacjami La Pauline-Hyères i Hyères.

## Linie kolejowe
- Linia La Pauline – Hyères